# Dietwil
Dietwil là một đô thị trong huyện Muri thuộc bang Aargau ở Thụy Sĩ.
Hai bên giáp các bang Zug và Lucerne, đây là đô thị cực nam của bang Aargau.